# Harmonik
Harmonik er et udtryk for toners sammenhæng og sammenklang på tværs af nodebilledet. Den beskæftiger sig således også med akkorders sammensætning. Harmonilæren er inden for harmonikken den musikalske disciplin, der beskriver logikken i samklangsfænomener.
Harmonikken blev et betydende musikalsk virkemiddel fra omkring år 1600, i den tidlige barok, og har lige siden udgjort en stor del af den vestlige verdens musik. Der er i den vestlige verdens musik tale om tre typer harmonik: Funktionsharmonik, bluesharmonik og modalharmonik.

## Etymologi
Termen harmonik udspringer af oldgræsk ἁρμονία harmonia, som betyder "samarbejde, overensstemmelse" Aristoxenus skrev et værk med titlen Harmonika Stoicheia, som antagelig er det første manuskript i europæisk historie, som omhandler emnet harmonisering.

## Typer

### Funktionsharmonik
Funktionsharmonikken blev, som nævnt, først benyttet i barokken, siden hen udgjorde den en væsentlig del af den klassiske musik, bl.a. i wienerklassikken, hvor komponister som W. A. Mozart, L. van Beethoven og Joseph Haydn havde deres hovedperiode. Funktionsharmonikken er en meget ”regelpræget” harmonik, hvori der er nogle bestemte retningslinjer for, hvordan akkorderne føres. Der er ganske særlige regler for, hvilken rolle en akkord spiller i en given toneart, og disse har således bestemte betegnelser. I tonearten C-dur er eksempelvis akkorden C tonika, akkorden G-dur er dominant, F-dur subdominant og A-mol er tonikaparallel.[kilde mangler]

### Bluesharmonik
Typisk for bluesharmonikken er akkorderne på 1., 4. og 5. trin i durskalaen. Det er også her der er en stor anvendelse af blå toner, dvs. blå terts, blå kvint og blå septim, den sidste især. Ofte ses en såkaldt 12-takters blues, hvor disse akkorder typisk vil optræde således:
| 1 | 1 | 1 | 1 |
| 4 | 4 | 1 | 1 |
| 5 | 4 | 1 | 1 |

En 12-takters blues i C-dur ser således ud:
| C-dur | C-dur | C-dur | C-dur |
| F-dur | F-dur | C-dur | C-dur |
| G-dur | F-dur | C-dur | C-dur |

### Modalharmonik
Modalharmonikken har modsat funktionsharmonikken en spændingsløs struktur. Alle akkorder er ligeberettigede og man vil sjældent møde ledetonespændinger. Akkordforløbet får da ofte en retningsløs karakter.

## Harmonilære
Harmonilæren opstod som resultatet af en øget bevidsthed omkring samklangsfænomener i renæssancen, og er blevet kernen i den vestlige musiks historie fra sidst i det 16. århundrede og frem til første halvdel af det 20. århundrede. Der er således tale om et harmonisk system, som angiver harmoniernes indbyrdes forhold.
Harmonilæren bygger et formalt system op omkring skalaen – den række af toner der i et stykke musik er udvalgt, og som inddeler intervallet mellem en tone og dens replikant en oktav højere. Igennem barokken, klassicismen og romantikken har denne skala beroet på en inddeling i 7 trin, hvorefter det 8. udgjorde oktavreplikanten af grundtonen. Men skalaens syv toner er ikke blot en lige syvdeling af oktaven, men beror på et system, der deler den i 12 (stammende fra det antikke Grækenland). Af disse tolv toner vælges et udvalg, der inddeler oktaven i 7 trin (skalaen. Skala kommer det italienske ord for 'trappe'), 5 heltonetrin og 2 halvtonetrin. Det er fordelingen af de 2 halvtonetrin mellem de 5 heltonetrin, der udgør skalaens væsen og karakter, og de er derfor blevet navngivet efter denne fordeling af skalaerne. Siden omkring år 1700 har man primært holdt sig til to grund-skalaer – dur og mol.

### Akkordanalyse
Harmonilæren gør rede for de akkorder, der findes på de enkelte skalatrin, og hvorledes de kan stå i relation til de andre. Musik der bygger på disse skalaer, frembringer akustiske fænomener, hvoraf nogle er langt venligere for ørene end andre. Og ydermere opstår der forskellig sammenhængskræfter mellem akkorder. Det er disse fænomener og deres sammenhængskræfter harmonilæren forklarer. Alle akkorder i en given toneart knytter sig til en anden akkord på samme tonetrin.
Den akkord, der findes på skalaens første trin kaldes toneartens Tonika. I forhold til den har akkorden på 5. trin en stærk spændningseffekt, der først synes udløst, når 5.-trinsakkord føres videre til en tonika. Derfor kaldes den for toneartens Dominant. Det skyldes primært en stærk akustisk relation mellem 1. trin og 5. (intervallet Kvint). Denne kvintrelation forstærkes af en anden tone i dominanten, idet den indeholder den tone, der ligger en halv tone under skalaens grundtone. Denne tone kaldes Ledetonen i kraft af dens stærkt spændingsdannende effekt, og dens vilje til at videreføres til skalaens grundtone.
Også skalaens 4. trin har en stærk kraft i relation til tonika, men dennes kraft vil gerne bevæge sig væk fra tonika. Årsagen er den samme som mellem dominant og tonika, nemlig kvintrelationen mellem grundtonerne. I dette tilfælde er der en kvint mellem skalaens 1. trin, grundtonen, og dens 4., men nu i nedadgående retning. Derfor betegnes denne akkord Subdominant, eller på dansk: underdominant.

### Tonalitet
Fastlæggelse af tonalitet er et yderligere væsentligt element i harmonilæren. Denne analyse omfatter fastlæggelsen af skalaen og grundtonen.

### Dansksproget
- Grønager, Johannes (2010):Nøgle til musikken - grundlæggende musikteori, Systime, ISBN 978-87-616-0837-6
- Lender, Ejvind (1998):Hørelære og Musikteori, Edition Egtved, Danmark, ISBN 87-7484-089-4

### Engelsksproget
- Dahlhaus, Carl. Gjerdingen, Robert O. trans. (1990). Studies in the Origin of Harmonic Tonality, p. 141. Princeton University Press. ISBN 0-691-09135-8.
- van der Merwe, Peter (1989). Origins of the Popular Style: The Antecedents of Twentieth-Century Popular Music. Oxford: Clarendon Press. ISBN 0-19-316121-4.
- Nettles, Barrie & Graf, Richard (1997). The Chord Scale Theory and Jazz Harmony. Advance Music, ISBN 3-89221-056-X